# Pierre Le Gloan
Pierre Le Gloan (ur. 6 stycznia 1913, zm. 11 września 1943) – francuski lotnik, as myśliwski okresu II wojny światowej.

## Życiorys
Urodził się 6 stycznia 1913 roku w Bretanii. Zafascynowany lataniem, w wieku 18 lat wstąpił do służby wojskowej i do francuskiego lotnictwa wojskowego. Odznakę pilota zdobył w sierpniu 1932.
W chwili wybuchu II wojny światowej służył w stopniu sierżanta w dywizjonie myśliwskim GC III/6, latającym na myśliwcach Morane-Saulnier MS.406. Już 23 listopada 1939 doszło do pierwszego starcia lecącego w parze Le Gloana z niemieckim bombowcem rozpoznawczym Dornier Do 17, zakończonym zespołowym zestrzeleniem Dorniera. 2 marca Le Gloan z drugim pilotem ponownie zestrzelił Do-17P. Wykonując loty patrolowe po rozpoczęciu kampanii francuskiej 1940, Le Gloan zestrzelił zespołowo dwa bombowce Heinkel He 111.
1 czerwca 1940 dywizjon GC III/6 został przeniesiony na lotnisko Luc w południowo-wschodniej Francji i przezbrojony w nowe myśliwce Dewoitine D.520. 10 czerwca, po wypowiedzeniu wojny Francji przez Włochy, włoskie lotnictwo rozpoczęło naloty, a trzy dni później Le Gloan zespołowo zestrzelił dwa bombowce włoskie Fiat BR.20. 15 czerwca, atakując w parze samolotów, wraz z kpt. Assolent, grupę 12 włoskich myśliwców Fiat CR.42, Le Gloan zestrzelił 3 z nich (nadto Assolent jeden). Nad swoim lotniskiem, będącym celem nalotu włoskiego, le Gloan zestrzelił czwartego Fiata i rozpoznawczy bombowiec BR-20. Za zestrzelenie 5 samolotów w jednym locie, będące rzadkim wydarzeniem w historii lotnictwa, Le Gloan został awansowany do podporucznika.
W związku z ogólnym położeniem militarnym Francji, podbijanej przez Niemców, 20 czerwca dywizjon GC III/6 został wycofany do Algierii, będącego kolonią francuską. Tam po upadku Francji wszedł w skład sił podporządkowanych w dalszym ciągu francuskiemu rządowi w Vichy. Poza tym, że Francja i Wielka Brytania znalazły się po przeciwnych stronach, dalsze wydarzenia polityczne (m.in. brytyjski atak na flotę w Mers el-Kebir) pogłębiły wrogość między Francuzami a Brytyjczykami. 24 maja 1941 dywizjon GC III/6 jako jedyna francuska jednostka myśliwska został skierowany do francuskiej kolonii Syrii, która stała się miejscem inwazji wojsk alianckich (z udziałem Wolnych Francuzów). W dniu 8 czerwca nad Damaszkiem Le Gloan zestrzelił swój pierwszy brytyjski myśliwiec Hawker Hurricane, a 9 czerwca dwa dalsze. W czerwcu zestrzelił jeszcze Hurricane i dwupłatowy myśliwiec Gloster Gladiator, został przy tym sam zestrzelony i przymusowo lądował. 5 lipca zestrzelił jeszcze dwa Hurricane'y, po czym wkrótce przetrzebiony w intensywnych walkach dywizjon GC III/6 został wycofany do Algieru.
Podczas alianckiej inwazji Afryki Północnej w listopadzie 1942 (operacja Torch), dywizjony stacjonujące w Algierze nie wzięły udziału w walkach. Po opanowaniu Algierii i Maroka przez aliantów, oddziały francuskie znajdujące się tam przystąpiły do Wolnych Francuzów, w ich składzie Pierre Le Gloan. W maju 1943 dywizjon GC III/6 otrzymał amerykańskie myśliwce P-39 Airacobra. 11 sierpnia Le Gloan objął dowództwo przeformowanej 3. eskadry (escadrille) dywizjonu. Rola lotników ograniczała się wówczas do patrolowania nad morzem.
11 września 1943, Pierre Le Gloan wyleciał na patrol z drugim pilotem. Podczas lotu nad morzem, z silnika Airacobry Le Gloana zaczął wydobywać się dym. Le Gloan zawrócił w stronę brzegu, lecz silnik jego samolotu wkrótce przestał pracować. Le Gloan podjął próbę lądowania „na brzuchu” samolotem na brzegu, być może zapominając, że jego Airacobra ma pod kadłubem podczepiony dodatkowy zbiornik paliwa. Po zetknięciu się z ziemią, w samolocie Le Gloana eksplodowało paliwo, powodując śmierć lotnika.
Podczas swojej, nie z własnej woli skomplikowanej, kariery bojowej, Pierre Le Gloan odniósł 18 zwycięstw powietrznych, zestrzeliwując 4 bombowce niemieckie, 7 samolotów włoskich i 7 myśliwców brytyjskich. Z wynikiem tym był czwartym na liście francuskich asów II wojny światowej.